# Airduren
Airduren is een bestuurslaag in het regentschap Bangka van de provincie Bangka-Belitung, Indonesië. Airduren telt 854 inwoners (volkstelling 2010).